# Пйонтковізна
Пйонтковізна (пол. Piątkowizna) — село в Польщі, у гміні Лисе Остроленцького повіту Мазовецького воєводства.
Населення — 402 особи (2011).
У 1975—1998 роках село належало до Остроленцького воєводства.

## Демографія
Демографічна структура станом на 31 березня 2011 року:
|          | Загалом | Допрацездатний вік | Працездатний вік | Постпрацездатний вік |
| -------- | ------- | ------------------ | ---------------- | -------------------- |
| Чоловіки | 213     | 59                 | 137              | 17                   |
| Жінки    | 189     | 57                 | 92               | 40                   |
| Разом    | 402     | 116                | 229              | 57                   |